# Chaetoceras parvidens
Chaetoceras parvidens är en fjärilsart som beskrevs av W. Warren 1907. Chaetoceras parvidens ingår i släktet Chaetoceras och familjen Uraniidae. Inga underarter finns listade i Catalogue of Life.